# 日向灘不審船事件
日向灘不審船事件（ひゅうがなだふしんせんじけん）は、1985年（昭和60年）4月25日に宮崎県沖の日向灘で発生した不審船追跡事件を指す。

## 概要
1985年（昭和60年）4月25日午前9時、宮崎県水産課の漁業取締船｢たかちほ｣が｢第三十一幸栄丸｣と標示した不審な動きをする漁船を発見。漁業取締船に乗っていた漁業監督吏員は、漁船を臨検する権限を持っており、立入検査を実施することとした。漁船への立入検査を行うために接近したところ、当該漁船は突如高速で逃走した。速力に劣る漁業取締船は追跡を断念、海上保安庁に対して不審船発見を通報した。
通報を受けた第十管区海上保安本部による調査の結果、この不審船は実際に宮崎県に籍を置く｢第三十一幸栄丸｣を詐称して背乗りをしたもので、漁船にしては不釣合いな大型のレーダーや方向探知機などの装備、さらに不自然な高速に、十管保安本部は他管区の応援を含め巡視船延べ23隻と航空機4機をもって、4月27日まで約40時間の追跡を行ったが、最高40ノットもの高速で逃走した不審船に追いつけず、27日未明に中国領海近くの東シナ海において、レーダーから見失った。これにて事件は終結したが、その後は韓国軍が出動して監視を続け、韓国政府の発表によれば、この不審船は中国の沿岸部を経て北朝鮮の南浦港に入港したという。
海保では、当該不審船を北朝鮮の工作船と推定している。この事件をきっかけに、海上保安庁は高速で機動できる巡視船の必要性を痛感し、不審船対策を目的に最高速度35ノットのみはし型巡視船を整備した。後に九州南西海域工作船事件では「みはし型」の「いなさ」と「きりしま」が活躍している。